# Teatro Luigi Pirandello
Il Teatro Luigi Pirandello  è un teatro di Agrigento, costruito nel 1870 dall'ingegnere Dionisio Sciascia e dall'architetto Giovan Battista Filippo Basile.

## Storia
Nel 1863 la giunta municipale di Agrigento deliberò la costruzione del teatro. Nel 1870 iniziarono i primi lavori. Durante i lavori, a causa di alcune controversie tra costruttori ed amministratori, i quali affermavano che l'arco armonico fosse riuscito sordo, fu chiamato come consulente l'architetto Giovan Battista Filippo Basile, disegnatore - progettista del teatro Massimo di Palermo.
Nel 1880 il teatro fu aperto al pubblico. Il 12 gennaio del 1881, durante una visita ad Agrigento della Regina Margherita, le autorità municipali decisero di dare il nome della sovrana al teatro, che prese quindi il nome di "Regina Margherita". Durante la Seconda guerra mondiale il teatro fu adibito a sala di proiezioni cinematografiche.
Nel 1946 venne costituito il Comitato per le Celebrazioni Pirandelliane per il decennale della morte del drammaturgo Luigi Pirandello. Nel dicembre dello stesso anno il consiglio comunale di Agrigento deliberò che il teatro rinnovasse il nome in quello di "Luigi Pirandello".
Nel 1953 al teatro Pirandello approdarono riviste famose: Renato Rascel con Attanasio cavallo vanesio, Carlo Croccolo con Rinaldo in campo e Tino Scotti con Le baruffe chiozzotte di Carlo Goldoni.

## L'edificio
Vi si accede attraverso l'atrio di Palazzo dei Giganti, sede del Comune di Agrigento, naturale prosecuzione della Piazza Pirandello.
Il prospetto su due livelli, in perfetto stile neoclassico, si caratterizza per tre coppie di colonne in stile ionico, poste ai lati di tre ampie vetrate, mentre nella parte più alta si distinguono sei bassorilievi a medaglione raffiguranti altrettanti autori dell'arte teatrale.
il primo livello, invece, presenta un porticato ad arco con al centro lo stemma della città: i tre giganti che sorreggono le tre torri medievali del colle.
Nell'atrio è possibile notare due lapidi marmoree dedicate rispettivamente al cinquantenario della morte del drammaturgo agrigentino Luigi Pirandello, premio nobel per la letteratura, ed alla intitolazione del teatro proprio al celebre autore noto in tutto il mondo. Una terza targa in bronzo, invece, raffigura in bassorilievo Dante Alighieri, padre della lingue italiana ed autore della Divina Commedia, con alle spalle il pino di Pirandello, a volere significare una simbolica continuità tra i due esponenti della letteratura italiana.
Nell'interno, il teatro fu decorato da pittori tra i più noti dell'Ottocento, tra cui i milanesi Giuseppe Belloni, Luigi Sacco, Antonio Tavella, i quali dipinsero il soffitto e il frontale dei palchi.
Una delle decorazioni più significative del teatro era certamente il sipario, rappresentante il valoroso atleta akragantino Esseneto che ritorna vincitore da Elea e dipinto dal pittore messinese Luigi Queriau. L'opera andò perduta o distrutta durante il lungo periodo di chiusura. Nel 2007 il produttore agrigentino Francesco Bellomo ha donato un nuovo sipario, realizzato con le stesse tecniche dell'epoca, che riproduce l'affresco originale.
Nel foyer del teatro sono esposti il busto di Zeus, anticamente posto nella Villa Garibaldi, il busto dedicato a Luigi Filippo, quello di Luigi Pirandello e numerose targhe, tra le quali quelle testimonianti la decisione del senato agrigentino di edificare il teatro e quella di intitolarlo alla Regina Margherita. Altre targhe ricordano l'intitolazione del foyer all'attore agrigentino Montalbano, la riapertura del teatro alla presenza di Oscar Luigi Scalfaro e la restituzione dell'antico sipario La vittoria di Esseneto.